# Chris Lowell

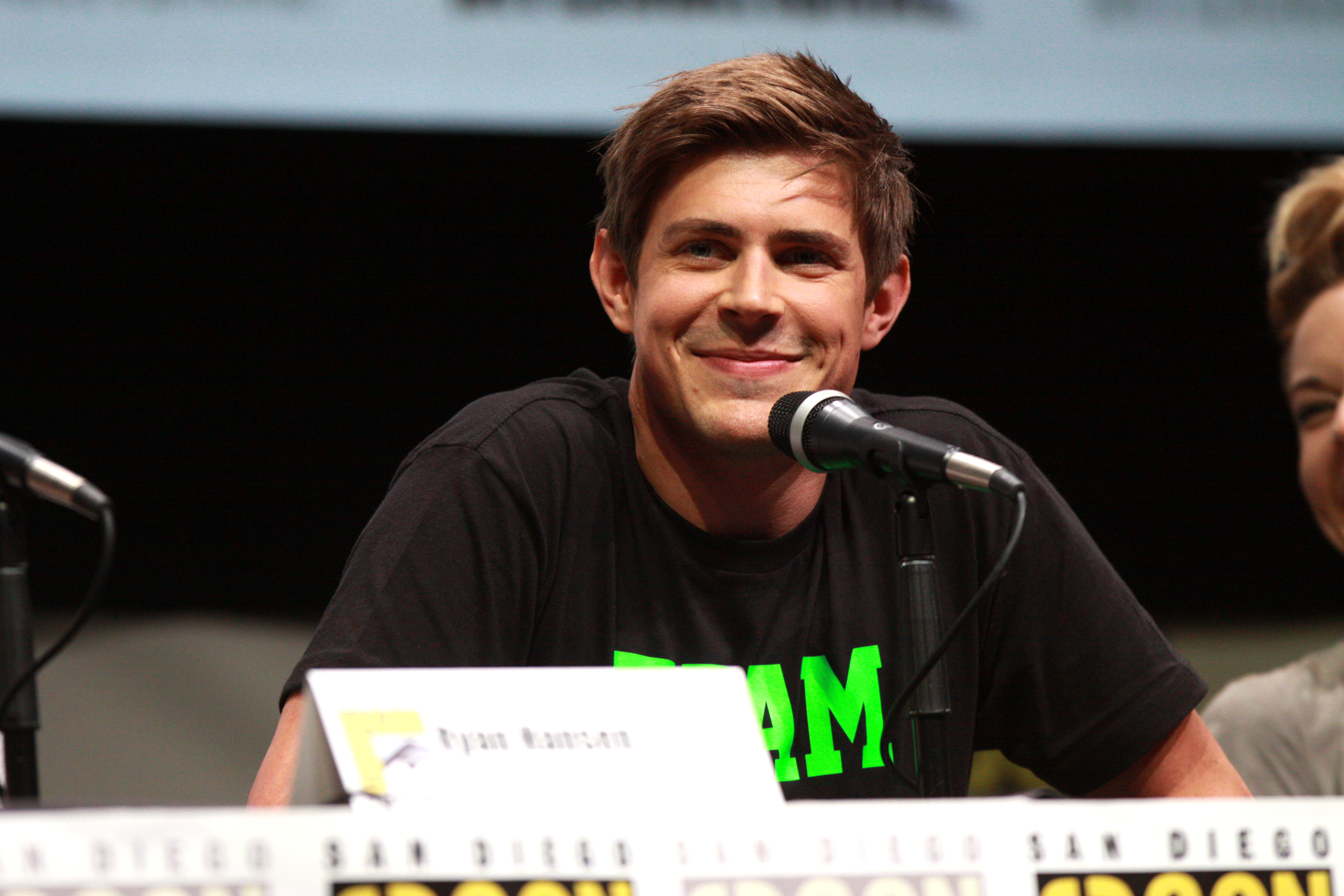
Chris Lowell bei der Comic-Con 2013

Christopher „Chris“ Lowell (* 17. Oktober 1984 in Atlanta, Georgia) ist ein US-amerikanischer Schauspieler.

## Leben und Karriere
Chris Lowell besuchte die Atlanta International School, wo er sich für Theater und Filmmarketing zu interessieren begann. Daraufhin besuchte er die University of Southern California.
Entdeckt wurde Lowell 2003 durch ein Casting. Daraufhin bekam er eine Rolle in der kurzlebigen ABC-Jugendserie Life as We Know It. Er spielte für 20 Folgen die Rolle des Stosh „Piz“ Piznarski in der dritten Staffel von Veronica Mars. In den Jahren 2007 bis 2010 verkörperte er William „Dell“ Parker in Private Practice.
Lowell ist Sänger bei der Band Two Shots for Poe.

## Filmografie
- 2004–2005: Life as We Know It (Fernsehserie, 13 Folgen)
- 2006–2007: Veronica Mars (Fernsehserie, 11 Folgen)
- 2007: You Are Here (Spin)
- 2007: Bank Heist (Graduation)
- 2007: Grey’s Anatomy (Fernsehserie, Folgen 3x22–3x23)
- 2007–2010: Private Practice (Fernsehserie, 43 Folgen)
- 2009: Up in the Air
- 2011: The Help
- 2013: Love and Honor – Liebe ist unbesiegbar (Love and Honor)
- 2013: Brightest Star
- 2014: Next Time on Lonny (Fernsehserie, Folge 2x09)
- 2014: Veronica Mars
- 2014: Enlisted (Fernsehserie, 13 Folgen)
- 2014: Play It Again, Dick (Fernsehserie, 3 Folgen)
- 2016: Complete Unknown – Du bist, wer du vorgibst zu sein (Complete Unknown)
- 2016: HelLA (Fernsehserie, Folge 2x05)
- 2016: Chronically Metropolitan
- 2016: Katie Says Goodbye
- 2016–2017: Graves (Fernsehserie, 19 Folgen)
- 2017: Halt and Catch Fire (Fernsehserie, Folge 4x01)
- 2017–2019: GLOW (Fernsehserie, 25 Folgen)
- 2019: IZombie (Fernsehserie, Folge 5x13)
- 2020: Promising Young Woman
- 2021: Breaking News in Yuba County
- 2022–2023: How I Met Your Father (Fernsehserie, 30 Folgen)
- 2022: Inventing Anna (Miniserie, Folgen 1x06–1x07)